# Georg Widmer
Georg Widmer (* 1877 in Koflern, Krain; † 16. Oktober 1941 in Graz, Steiermark) war ein österreichischer Hochschullehrer, Historiker, Sprachforscher und Autor.

## Leben und Wirken
Georg Widmer wurde in Koflern (heute Koblarji in Slowenien), im Kronland Krain der Österreichisch-Ungarischen Monarchie geboren. Sein Geburtsort zählte seinerzeit etwa 200 Einwohner und lag etwa vier Kilometer nördlich der Bezirkshauptstadt Gottschee. Widmer wuchs in einer kleinbäuerlichen Familie auf und besuchte zunächst die Volksschule im benachbarten Mitterdorf. Anschließend absolvierte er das Untergymnasium in Gottschee und danach, bis zur Reifeprüfung, das Obergymnasium in Graz.
Daraufhin begann Widmer an der Karl-Franzens-Universität ein Philosophiestudium, das er größtenteils durch Erteilen von Nachhilfeunterricht finanzierte. Nach seinem Studienabschluss unterrichtete er als Supplent am III. Staatsgymnasium, dem späteren Oeverseegymnasiums in Graz. Nach dem Jahre 1906 übersiedelte Widmer ins böhmische Leitmeritz und unterrichtete dort an der k. k. Staatsrealschule die Fächer Geschichte und Geographie. Seine nächste berufliche Station war Prag, wo er bis zum Zusammenbruch der Doppelmonarchie im Jahre 1918 am deutschsprachigen Staatsgymnasium lehrte.
Nach dem Umsturz wurde er als Gymnasialprofessor an das Ottakringer Realgymnasium im 16. Wiener Gemeindebezirk berufen und nach kurzer Zeit zum Schuldirektor dieser Lehranstalt ernannt. Dieses Bildungsinstitut führte Widmer bis zu seiner vorzeitigen Pensionierung, die ihre Ursache in seiner regimekritischen Einstellung gegenüber der austrofaschistischen Bildungspolitik unter Bundeskanzler Engelbert Dollfuß hatte. Dessen ungeachtet wurde er im Juli 1936 als sichtbare Auszeichnung für sein vielseitiges Wirken vom Bundespräsidenten Wilhelm Miklas zum Hofrat ernannt.
Einige Jahre nach seiner Pensionierung erkrankte er an einem unheilbaren Leiden und verstarb am 16. Oktober 1941 im Spital der Barmherzigen Brüder in Graz an dieser Krankheit. Auf dem Hietzinger Friedhof in Wien fand Georg Widmer am 23. Oktober 1941 seine letzte Ruhestätte.

## Vereinstätigkeiten
Während seiner Studentenzeit betätigte sich Widmer als ordentliches Mitglied in der Akademischen Sektion Graz des Deutschen und Österreichischen Alpenvereines.
Ebenfalls schon in frühen Jahren fungierte er, der deutschnationale Ansichten vertrat und der Großdeutschen Volkspartei nahestand, als aktives Mitglied im Deutschen Schulverein. Später arbeitete er, zusammen mit seiner Frau Therese, auch bei dessen Nachfolgeorganisation, dem Deutschen Schulverein Südmark.
Eine besondere Beziehung unterhielt Widmer zum „Verein der Deutschen aus Gottschee in Wien“. Diese große landsmannschaftliche Vereinigung, bei der er etliche Jahre in der Vorstandschaft mitwirkte, unterstützte ihn bei seinen geschichtswissenschaftlichen Forschungen und übernahm im Jahre 1931 die Kosten für die Drucklegung seines Werkes Urkundliche Beiträge zur Geschichte des Gottscheer Ländchens.

## Schriften
- Gottschee 1406–1627, Feudal Domain on the Frontier of Empire. Translation of: Urkundliche Beiträge zur Geschichte des Gottscheerlandes 1406–1627, translation by Andrew J. Witter, Gottscheer Heritage and Genealogy Association, 2001
- Zur Siedlungsgeschichte und Ortsnamenkunde der Tschermoschnitzer Pfarre. In: Gottscheer Kalender 1941, Jahrgang 21, Novi Sad, 1940
- Ein Urbar der Tschermoschnitzer Pfarre. (Zusammen mit Josef Frank), In: Gottscheer Kalender 1941, Jahrgang 21, Novi Sad, 1940
- Aus dem Verhörbuch der Herrschaft Gottschee (1597–1601). In: Gottscheer Kalender 1941, Jahrgang 21, Novi Sad, 1940
- Beiträge zur Gottscheer Geschichte. In: Gottscheer Kalender 1940, Jahrgang 20, Novi Sad, 1939
- Unangenehme Nachbarschaft. Ein Beitrag zum Räuberwesen an der ehemaligen Gottscheer Grenze. In: Gottscheer Kalender 1939, Jahrgang 19, Novi Sad 1938
- Altösterreichische Kartenwerke als Quellen der Gottscheer Geschichte und Landeskunde. In: Gottscheer Kalender 1937, Jahrgang 17, Celje, 1936
- Der Wert der Herrschaft Gottschee in der zweiten Hälfte des 16. Jahrhunderts. Teil 2, In: Gottscheer Kalender 1936, Jahrgang 16, Celje, 1935
- Der Wert der Herrschaft Gottschee in der zweiten Hälfte des 16. Jahrhunderts. Teil 1, In: Gottscheer Kalender 1935, Jahrgang 15, Celje, 1934
- Bausteine zur Geschichte des Gottscheerländchens. In: Gottscheer Kalender 1934, Jahrgang 14, Celje, 1933
- Ein unredlicher Pfleger. In: Gottscheer Kalender 1933, Jahrgang 13, Celje, 1932
- Urkundliche Beiträge zur Geschichte des Gottscheerlandes (1406–1627). Reihe: Quellen und Studien zur Kunde des Grenz- und Auslandsdeutschtums, Band 7, Verlag Günther Wolff, Plauen im Vogtland, 1930/1932